# عباس رافعی
عباس رافعی (زاده ۱۸ آذر ۱۳۴۱ - شیراز) تهیه‌کننده، فیلم‌نامه‌نویس و کارگردان سینما اهل ایران است.

## فیلم‌شناسی

### کارگردان
- سلوک(۱۴۰۰)
- غیبت موجه (۱۳۹۹)
- بهت (۱۳۹۶)
- آوازهای سرزمین من (۱۳۹۳)
- فصل فراموشی فریبا (۱۳۹۲)
- جنایت و مکافات - فیلم تلویزیونی (۱۳۹۰)
- ملاقات (۱۳۹۰)
- آزادراه (۱۳۸۹)
- کیمیا و خاک (۱۳۸۷)
- تولدی دیگر (۱۳۸۶)
- آفتاب بر همه یکسان می‌تابد (۱۳۸۵)
- راه طی شده (۱۳۸۴)
- آیه‌های زمینی (۱۳۸۲)
- پروانه‌ای در باد (۱۳۸۲)
- راز مینا (۱۳۷۵)

### نویسنده
- بهت (۱۳۹۶)
- ایستگاه آخر (اپیزود ملاقات) (۱۳۸۹)
- کیمیا و خاک (۱۳۸۷)
- تولدی دیگر (۱۳۸۶)
- آفتاب بر همه یکسان می‌تابد (۱۳۸۵)
- پروانه‌ای در باد (۱۳۸۲)
- راز مینا (۱۳۷۵)

### تهیه‌کننده
- غیبت موجه (۱۳۹۹)
- اینجا کسی نمی‌میرد (۱۳۹۴)
- فصل فراموشی فریبا (۱۳۹۲)
- مزرعه کودکی (فیلم تلویزیونی) (۱۳۹۱)
- جنایت و مکافات - فیلم تلویزیونی (۱۳۹۰)
- ملاقات (۱۳۹۰)
- آزادراه (۱۳۸۹)
- ایستگاه آخر (اپیزود ملاقات) (۱۳۸۹)
- چسب زخم (اپیزود ملاقات) (۱۳۸۹)
- کیمیا و خاک (۱۳۸۷)
- تولدی دیگر (۱۳۸۶)
- آفتاب بر همه یکسان می‌تابد (۱۳۸۵)
- راه طی شده (۱۳۸۴)
- پروانه‌ای در باد (۱۳۸۲)
- راز مینا (۱۳۷۵)

## جشنواره‌ها
- برنده دیپلم افتخار و جایزه بهترین فیلمنامه (پروانه‌ای در باد) در هشتمین دوره جشنواره بین‌المللی فیلم آوانکا پرتغال - ۱۳۸۴